# Gwanghaegun di Joseon
Gwanghaegun (광해군?, 光海君?; nato Yi Hon (이혼?, 李琿?); Hanseong, 4 giugno 1575 – Isola di Jeju, 7 agosto 1641) è stato il quindicesimo re di Joseon dal 1608 al 1623.
Deposto dai suoi sudditi per ristabilire l'ordine, non ha ricevuto nessun nome postumo, così come già avvenuto con Yeonsangun.

## Biografia

### Primi anni
Gwanghaegun nacque il 4 giugno 1575 (il 26 aprile secondo il calendario lunare), secondogenito di re Seonjo e di una concubina, Gongbin Kim. Il suo nome completo era Yi Hon e apparteneva al bon-gwan degli Yi di Jeonju. Sua madre morì tre anni dopo per le conseguenze del parto, e venne adottato dalla regina Uiin.
Più vivace ed educato rispetto al fratello maggiore, l'aggressivo principe Imhae, godeva del sostegno dei tre consiglieri di Stato, che lo raccomandarono per la successione, siccome Seonjo non aveva avuto figli maschi dalla regina. La sua intelligenza e dedizione all'apprendimento furono probabilmente importanti nel convincere il re a sceglierlo come erede. Designato principe ereditario allo scoppio delle invasioni giapponesi della Corea nel 1592, servì da principe reggente quando il sovrano fuggì a Uiju affidandogli metà delle questioni governative. Durante la guerra, che durò sette anni, istituì un tribunale temporaneo per deliberare sulle dispute civili, arruolò soldati da inviare al fronte e fornì armi e provviste all'esercito. Tornata la pace, godeva di maggior sostegno pubblico rispetto al padre, la cui fuga aveva suscitato la disapprovazione generale. Seonjo ne divenne invidioso e, sentendosi incerto nella sua posizione di principe ereditario, Gwanghaegun trascorse gli anni successivi comportandosi con cautela e umiltà nei confronti del padre.
Nel 1606, la seconda regina, Inmok, diede a Seonjo un figlio maschio, il gran principe Yeongchang. Pertanto, quando Gwanghaegun salì al trono alla morte del genitore nel 1608, molti appartenenti alla corte sostennero che il fratellastro avesse maggiori diritti alla successione poiché sua madre era una regina legittima. Il nuovo sovrano si adoperò immediatamente per rafforzare la propria posizione, allontanando o facendo decapitare per tradimento tutti i potenziali rivali. Yeongchang venne esiliato sull'isola di Ganghwa nel 1613, salvo poi essere richiamato a palazzo un anno dopo e confinato in una stanza, dove morì asfissiato dal calore. La regina vedova Inmok venne privata del suo titolo e messa agli arresti domiciliari, restandoci per cinque anni, mentre il principe Imhae fu esiliato a Gyodong, Yeosu.

### Regno
Appena asceso al trono, ordinò la raccolta e la pubblicazione di documenti perduti, e nel 1610 il medico Heo Jun terminò di compilare i venticinque volumi del Dong-ui bogam, un saggio di medicina coreana di cui Gwanghaegun commissionò immediatamente la stampa; venne pubblicato tre anni dopo. Promosse un'indagine agraria nel 1611 e riscosse ingenti tributi per ricostruire i palazzi reali – Gyeongdeokgung, Ingyeonggung e Changdeokgung – complicando tuttavia il sostentamento del popolo. Reintrodusse, solo nel Gyeonggi, la sovrattassa sulla terra in riso o stoffa (sistema Daedong), già brevemente in vigore sotto il governo di suo padre: essa sostituì le tasse in natura sui prodotti agricoli, rilanciando gli scambi e fornendo la base per la reintroduzione delle monete di rame, che a sua volta portò all'immissione permanente del denaro contante nell'economia statale. Insegnò inoltre all'esercito a fabbricare moderne armi da fuoco.
Trovandosi coinvolto nel conflitto tra Ming e Manciù, Gwanghaegun cercò di non far infuriare nessuna delle due potenze. Nel maggio 1618, Nurhaci lo avvertì per lettera che intendeva ribellarsi contro Ming, e che anche il Joseon sarebbe stato attaccato se avesse fornito supporto militare al nemico. Sebbene una parte della corte lo esortasse a correre in aiuto di Ming, che aveva assistito il Joseon durante le invasioni giapponesi, Gwanghaegun proibì di annunciare ufficialmente l'inizio del reclutamento militare per diversi motivi: nel Paese si sarebbe diffuso il caos, e il Joseon si sarebbe trovato in pericolo se i Manciù avessero saputo che intendeva aiutare Ming, della cui superiorità militare era peraltro scettico. Inoltre, l'imperatore cinese Wanli non aveva ancora diramato alcun editto al Joseon. La decisione fu duramente criticata dal comandante di Ming, Yang Hao, che lo accusò di slealtà; Gwanghaegun gli promise quindi 10.000 soldati. Nel frattempo fortificò le difese interne, una delle sue maggiori preoccupazioni, ed esortò indirettamente Nurhaci a riappacificarsi con Ming per il tramite del governatore della provincia di Hamgyong. Ciononostante, il 13 febbraio 1619 Wanli promulgò un editto imperiale esigendo che il Joseon inviasse almeno 10.000 soldati: non avendo altra scelta, Gwanghaegun ne dispacciò 13.000 al comando del generale Gang Hong-rip, raccomandandogli di non seguire tutte le direttive dei comandanti di Ming se avessero messo in pericolo le truppe. Neanche un mese dopo, i Manciù annientarono Ming e i suoi alleati nella battaglia di Sarhū.
Convinto che il Joseon non avesse alcuna possibilità di opporsi militarmente ai Manciù, Gwanghaegun riuscì a convincere la corte – dopo un acceso dibattito che durò tre settimane – a prendere più tempo possibile per migliorare le difese nazionali. Per lettera, spiegò ai vincitori che il Joseon non aveva potuto rifiutare la richiesta di Ming poiché il loro rapporto era come quello tra padre e figlio, si augurò che i Manciù potessero tornare sui loro passi e che l'amicizia tra loro e il Joseon venisse mantenuta. La sua intenzione era quella di dimostrare la buona fede del popolo coreano, ma i cortigiani leali a Ming riuscirono a convincerlo a non proseguire le comunicazioni con i Manciù, temendo che potesse gradualmente cedere a tutte le richieste di Nurhaci. Resosi conto che Ming stava ormai per crollare, sfinito dalla lunga guerra, il 22 dicembre 1619 Gwanghaegun annunciò alla corte un cambio di strategia che puntava alla conservazione del buon rapporto con i Manciù. Rifiutò quindi di inviare ulteriori soldati a Ming e rimase estraneo al conflitto tra questi e i Manciù.

### Deposizione e morte

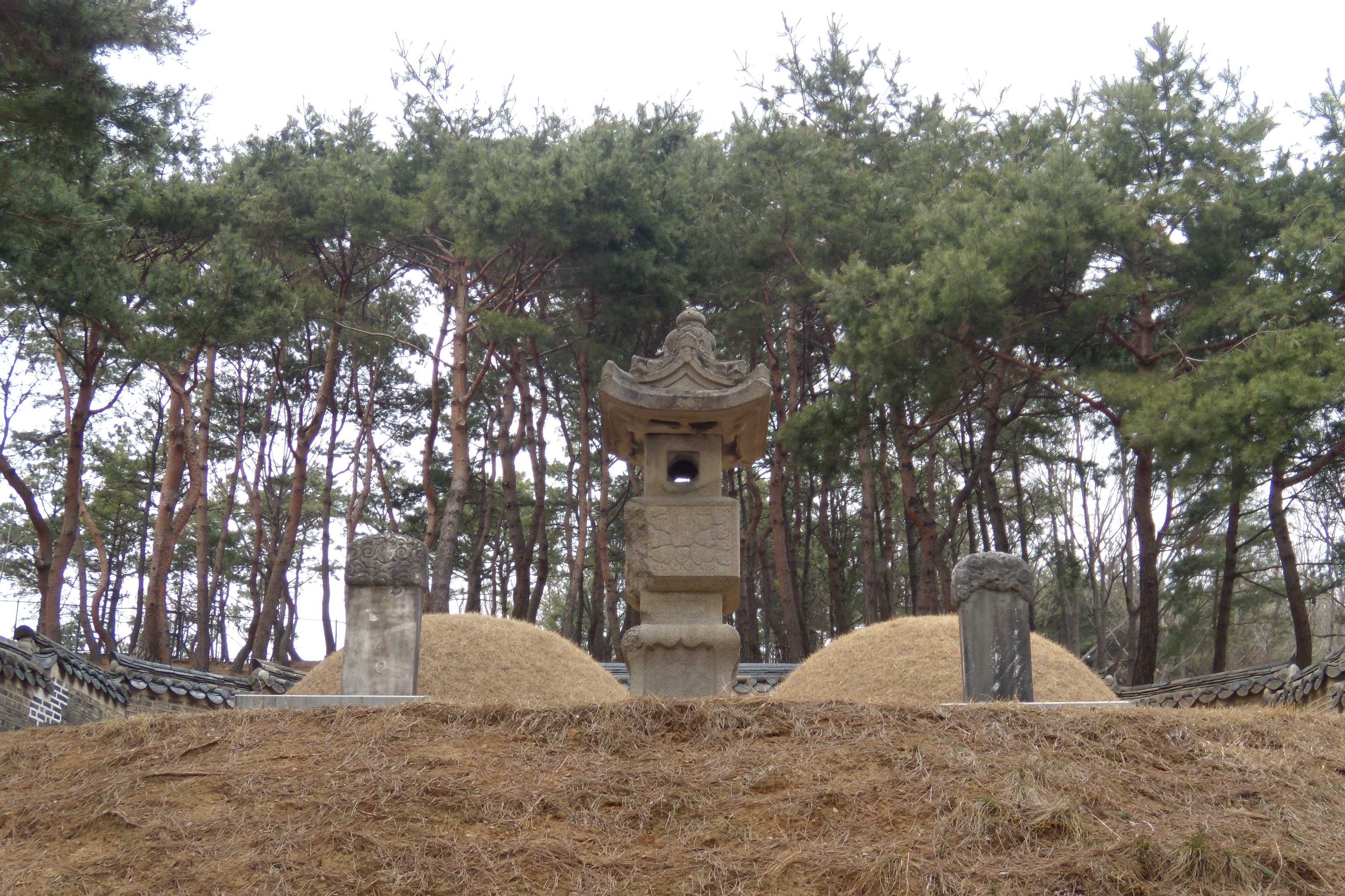
Tomba di Gwanghaegun.

La pragmatica politica estera di Gwanghaegun nei confronti del popolo Manciù, considerato barbaro secondo gli ideali confuciani, causò un violento scontro tra partiti che portò alla sua deposizione con un colpo di Stato sostenuto dalla fazione fedele a Ming, che mise sul trono suo nipote, il principe Neunggyang. All'alba del 12 marzo 1623, millequattrocento soldati condotti dai burocrati Yi Gwi e Yi Seo attaccarono il Changdeokgung tendendo un'imboscata a Gwanghaegun: il re riuscì a scappare dall'uscita settentrionale con l'aiuto di uno dei suoi eunuchi e a rifugiarsi a casa del medico Ahn Guk-seon, dove venne infine catturato due giorni dopo e riportato a palazzo. I suoi nemici politici lo accusarono di aver violato le regole della pietà filiale e della fratellanza che il Joseon doveva all'impero cinese per l'aiuto ricevuto durante le invasioni giapponesi, e lo denunciarono per due atti immorali: aver ucciso il fratello Yeongchang e incarcerato la matrigna, la regina Inmok.
Venne esiliato con la famiglia prima sull'isola di Ganghwa, poi spostato su quella di Jeju nel 1636 nel timore che entrasse in contatto con i Manciù quando questi invasero il Joseon. Morì nel 1641 e fu sepolto a Jeju; nel 1643 il feretro venne trasferito a Namyangju con quello della moglie, esaudendo il suo desiderio, espresso in punto di morte, di riposare vicino alla madre.

## Lascito
La registrazione del regno di Gwanghaegun negli Annali della dinastia Joseon cominciò nel 1624 e durò dieci anni. Opera della fazione politica che l'aveva detronizzato, il racconto enfatizza in particolar modo le azioni immorali e proditorie compiute dal sovrano, che per secoli è stato considerato simbolo di depravazione e incompetenza.
Il giudizio degli storici è diviso. Taluni lo criticano, sostenendo che abbia destinato tutte le finanze del Joseon ai palazzi reali, che le sue politiche siano state imperfette e non sia riuscito a comunicare con i sudditi; altri apprezzano il nuovo sistema di tassazione da lui introdotto e la pubblicazione del Dong-ui bogam. Concordano tuttavia che sia stato abile nella gestione della politica estera mentre la Corea era schiacciata tra diverse potenze straniere. Secondo lo storico Hwang Won-gu, Gwanghaegun gestì la politica statale con sincerità e risolutezza, ma era fazioso nel reclutamento di talenti, il che causò ritorsioni da parte dell'opposizione.
Stando a una leggenda popolare, il giorno in cui il re morì Jeju venne colpita da un forte acquazzone causato dal cordoglio dei suoi residenti, che liberò il popolo dalla siccità. Da allora, le precipitazioni che cadono sull'isola da fine luglio a metà agosto vengono anche chiamate "piogge di Gwanghae" (광해우?, 光海雨?, Gwanghae-uLR).

## Ascendenza
|                       |               |                      | Genitori    |  |  | Nonni               |  |  | Bisnonni           |  |
|                       |               |                      |             |  |  | Deokheung Daewongun |  |  | Jungjong di Joseon |  |
|                       |               |                      |             |  |  | Deokheung Daewongun |  |  | Jungjong di Joseon |  |
|                       |               | Changbin An          |             |  |  | Deokheung Daewongun |  |  |                    |  |
| Seonjo di Joseon      |               |                      |             |  |  | Deokheung Daewongun |  |  |                    |  |
|                       |               | Budaebuin Jeong      | Jeong Se-ho |  |  |                     |  |  |                    |  |
|                       |               | Budaebuin Jeong      | Jeong Se-ho |  |  |                     |  |  |                    |  |
|                       |               | Budaebuin Jeong      | Signora Yi  |  |  |                     |  |  |                    |  |
| Gwanghaegun di Joseon |               | Budaebuin Jeong      |             |  |  |                     |  |  |                    |  |
|                       | Kim Hee-cheol | Kim Jong-soo         |             |  |  |                     |  |  |                    |  |
|                       | Kim Hee-cheol | Kim Jong-soo         |             |  |  |                     |  |  |                    |  |
|                       | Kim Hee-cheol | Signora Jeong        |             |  |  |                     |  |  |                    |  |
| Gongbin Kim           | Kim Hee-cheol |                      |             |  |  |                     |  |  |                    |  |
|                       |               | Jeonggyeongbuin Gwon | Gwon Jang   |  |  |                     |  |  |                    |  |
|                       |               | Jeonggyeongbuin Gwon | Gwon Jang   |  |  |                     |  |  |                    |  |
|                       |               | Jeonggyeongbuin Gwon | Signora Heo |  |  |                     |  |  |                    |  |
|                       |               | Jeonggyeongbuin Gwon |             |  |  |                     |  |  |                    |  |

## Discendenza
Consorti e rispettiva prole:
1. Regina deposta Yu del bon-gwan Yu di Munhwa
  1. Figlio maschio (1596)
  2. Principe ereditario deposto Yi Ji (1598-1623)
  3. Figlio maschio (1601-1603)
2. Consorte reale So-ui Yun del bon-gwan Yun di Papyeong
  1. Figlia femmina (1619-1664)
3. Consorte reale So-ui Hong del bon-gwan Hong di Pungsan
4. Consorte reale So-ui Gwon del bon-gwan Gwon di Andong
5. Consorte reale Sug-ui Heo del bon-gwan Heo di Yangcheon
6. Consorte reale Sug-ui Won del bon-gwan Won di Wonju
7. Consorte reale So-yong Jeong del bon-gwan Jeong di Dongnae
8. Consorte reale So-yong Im del bon-gwan Im di Pungcheon
9. Consorte reale So-won Sin del bon-gwan Sin di Yeongsan
10. Consorte reale Sug-won Han del bon-gwan Han
11. Dama di corte Kim
12. Dama di corte Yi
13. Dama di corte Choe
14. Dama di corte Jo del bon-gwan Jo di Hanyang
15. Dama di corte Byeong

## Nella cultura popolare

### Cinema e televisione
Gwanghaegun è apparso in numerose pellicole e serie televisive, rappresentato sia come tiranno che come sovrano benevolo. È stato interpretato dai seguenti attori:
- Kim Kyu-chul in Seogung (1995)
- Kim Seung-soo in Heo Jun (1999-2000)
- Lee Ho-seong in Tamnaneun doda (2009)
- Ji Sung in Wang-ui yeoja (2003-2004)
- Lee In in Bulmyeor-ui I Sun-sin (2004-2005)
- Jo Hee-bong in Kwaedo Hong Gil-dong (2008)
- Lee Byung-hun in Masquerade (2012)
- Lee Sang-yoon e Noh Young-hak in Bur-ui yeosin Jeong-i (2013)
- In Gyo-jin in Guam Heo Jun (2013)
- Seo In-guk in Wang-ui eolgul (2014)
- Cha Seung-won e Lee Tae-hwan in Hwajeong (2015)
- Noh Young-hak in Jingbirok (2015)
- Yeo Jin-goo in Daeripgun (2017)
- Yeo Jin-goo in Wang-i doen namja (2019)
- Jung Joon-ho in Nok-du jeon (2019)
- Jang Hyun-sung in Geomgaek (2020)
- Choi Won-young in Ssanggappocha (2020)
- Kim Tae-woo in Bossam - Unmyeong-eul humchida (2021)
- Choi Won-myeong in Heo sikdang (2025)

### Musica
- Il sovrano è citato nel brano Daechwita del rapper Agust D (2020) e nel rispettivo video musicale, che trae ispirazione dal film Masquerade.[32]

### Letteratura
- Una versione romantica di Gwanghaegun è protagonista del romanzo Gwanghae-ui yeon-in (L'amante di Gwanghae) di Euodia (2013).[33]